# Galeopsis
Tribu
Genre
Galeopsis est un genre de plantes à fleurs de la famille des Lamiacées. Il regroupe une dizaine d'espèces de plantes herbacées originaires des régions tempérées d'Eurasie. Le nom vernaculaire de galéopside, ou galéopsis, veut dire à forme de belette du fait de l'aspect de la corolle en forme de gueule de carnivore.

## Liste des espèces
Selon World Checklist of Selected Plant Families (WCSP) (12 mars 2013) :
- Galeopsis × acuminata Rchb. (1831)
- Galeopsis bifida Boenn. (1824)
- Galeopsis × carinthiaca Porsch ex Fiori (1926)
- Galeopsis × haussknechtii Ludw. (1877)
- Galeopsis ladanum L. (1753)
- Galeopsis × ludwigii Hausskn. (1884)
- Galeopsis nana Otsch. (1991)
- Galeopsis × polychroma Beck (1893)
- Galeopsis pubescens Besser (1809)
- Galeopsis pyrenaica Bartl. (1848)
- Galeopsis reuteri Rchb.f. (1856)
- Galeopsis segetum Neck. (1770)
- Galeopsis speciosa Mill. (1768)
- Galeopsis tetrahit L. (1753)
- Galeopsis × wirtgenii F.Ludw. ex Briq. (1877)

Selon NCBI (12 mars 2013) :
- Galeopsis angustifolia
- Galeopsis bifida
- Galeopsis bifida × Galeopsis pubescens
- Galeopsis bifida × Galeopsis tetrahit
- Galeopsis ladanum
- Galeopsis pubescens
- Galeopsis pyrenaica
- Galeopsis reuteri
- Galeopsis segetum
- Galeopsis speciosa
- Galeopsis sulphurea
- Galeopsis tetrahit

Selon Tropicos (12 mars 2013) :
- Galeopsis agrigena Koso-Pol.
- Galeopsis albertii Sennen
- Galeopsis alpicola Nyman
- Galeopsis angustifolia Ehrh. ex Hoffm.
- Galeopsis arvatica Jord.
- Galeopsis arvensis Salisb.
- Galeopsis balatonensis Borbás
- Galeopsis beckii (K. Malý) Dalla Torre & Sarnth.
- Galeopsis bertetii E.P. Perrier & Songeon ex Verl.
- Galeopsis bifida Boenn.
- Galeopsis blanquetii Sennen
- Galeopsis calcarea Schönh.
- Galeopsis canescens Schult.
- Galeopsis cannabina (L.) Pollich
- Galeopsis carpetana Willk.
- Galeopsis conillii Sennen
- Galeopsis costei Sennen
- Galeopsis crenatifolia Sennen
- Galeopsis crenifrons Borbás
- Galeopsis dubia Leers
- Galeopsis elegans Boreau
- Galeopsis eversiana Murr
- Galeopsis filholiana Timb.-Lagr.
- Galeopsis flanatica Borbás
- Galeopsis flavescens Borbás
- Galeopsis frehii Borbás
- Galeopsis fusca Moench
- Galeopsis gacognei Nyman
- Galeopsis galeobdolon L.
- Galeopsis glabra Des Étangs
- Galeopsis glandulosa K. Koch
- Galeopsis glaucescens Reut. ex Ard.
- Galeopsis glaucocerata P. Fourn.
- Galeopsis grandiflora Roth
- Galeopsis hirsuta L.
- Galeopsis hispanica Mill.
- Galeopsis hispida Borbás
- Galeopsis inermis Posp.
- Galeopsis intermedia Vill.
- Galeopsis ionantha Borbás
- Galeopsis lactiflora Borbás
- Galeopsis ladanum L.
- Galeopsis laramberguei Martrin-Donos
- Galeopsis latifolia Hoffm.
- Galeopsis leiotricha Borbás
- Galeopsis leucantha Jord.
- Galeopsis litoralis Borbás
- Galeopsis longiflora Timb.-Lagr. & Marcais
- Galeopsis maculosa Lam.
- Galeopsis marrubiastrum Borbás
- Galeopsis michelianae Turra
- Galeopsis micrantha Gray
- Galeopsis montana Raf.
- Galeopsis murriana Borbás & Wettst. ex Murr
- Galeopsis nadali Sennen
- Galeopsis nana Otsch.
- Galeopsis neglecta Schult.
- Galeopsis nepetifolia Timb.-Lagr.
- Galeopsis ochroleuca H.J. Lam
- Galeopsis orientalis Mill.
- Galeopsis orophila Timb.-Lagr.
- Galeopsis pallens Briq.
- Galeopsis parviflora Lam.
- Galeopsis pernhofferi Wettst.
- Galeopsis pernkofferi Wettst.
- Galeopsis persetosa Borbás
- Galeopsis praecox Jord.
- Galeopsis prostrata Vill.
- Galeopsis pseudotetrahit P. Fourn.
- Galeopsis pubescens Besser
- Galeopsis pubinervis Sennen
- Galeopsis pyrenaica Bartl.
- Galeopsis rechingeri Sennen
- Galeopsis reichenbachii Reut.
- Galeopsis reuteri Rchb. f.
- Galeopsis rivas-martinezii Mateo & M.B.Crespo
- Galeopsis rolandii Sennen
- Galeopsis sallentii Cadevall & Pau
- Galeopsis segetum Neck.
- Galeopsis silvestris Borbás
- Galeopsis speciosa Mill.
- Galeopsis subalpina Schur
- Galeopsis subspeciosa Borbás
- Galeopsis subtatrensis Borbás
- Galeopsis sulphurea Jord.
- Galeopsis tetrahit L.
- Galeopsis timbalii Sennen
- Galeopsis unicolor Fr.
- Galeopsis urticifolia Salisb.
- Galeopsis variegata Wender.
- Galeopsis verlotii Jord.
- Galeopsis versicolor Curtis
- Galeopsis villosa Huds.
- Galeopsis violeti Sennen
- Galeopsis walteriana Schltdl.

Selon World Register of Marine Species (12 mars 2013) :
- Galeopsis adherens Gordon, 1989
- Galeopsis bipatens (Harmer, 1957)
- Galeopsis bispiramina (Hayward & Cook, 1979)
- Galeopsis brevissimus (Hayward, 1981)
- Galeopsis bullatus Hayward, 1993
- Galeopsis californica (Osburn, 1952)
- Galeopsis circella (Hayward & Cook, 1979)
- Galeopsis fayalensis (Waters, 1888)
- Galeopsis juanfernandensis Moyano, 1985
- Galeopsis lageniporoides Gordon & d'Hondt, 1997
- Galeopsis marionensis (Busk, 1884)
- Galeopsis megaporus Moyano, 1985
- Galeopsis mimicus Gordon, 1989
- Galeopsis novella Hayward, 1988
- Galeopsis patagonicus Hayward, 1993
- Galeopsis pentagonus (d'Orbigny, 1842)
- Galeopsis polyporus (Brown, 1952)
- Galeopsis porcellanicus (Hutton, 1873)
- Galeopsis rabidus Jullien, 1903
- Galeopsis reteporelliformis (Moyano, 1983)
- Galeopsis victoriensis (Kirkpatrick, 1888)